# 白沙屯 (臺南市)
白沙屯，原寫為白沙墩，是臺灣臺南市後壁區的一個傳統地域名稱，位於該區西部。相較於今日行政區，其範圍大致包括新嘉里不含西端及南部東側凸出部分中央的河跡湖所圍部分、菁寮里西半葉的東南部，以及因八掌溪河道變遷而劃出縣界的嘉義縣鹿草鄉下潭村東北部凸出部分的中南部。

## 歷史
台灣日治初期，白沙屯地區為一（舊制）街庄，稱為「白沙墩庄」，隸屬於白鬚公潭堡。該庄西邊及北邊西、中段隔八掌溪與五間厝庄、下潭庄、頂潭庄為界，北邊東段及東北邊與菁藔庄為鄰，東及東南為長短樹庄，南邊為竹圍後庄、溪洲藔庄。
1901年（日治明治三十四年）11月，全台設置二十廳，該庄隸屬於鹽水港廳。1903年（明治三十六年）6月，該庄編入「菁藔區」，隸屬於鹽水港廳。1909年（明治四十二年）10月，合併二十廳為十二廳，菁藔區改隸屬於嘉義廳。1920年（大正九年），廢十二廳改設五州二廳，該庄改制並更改用字為「白沙屯」大字，隸屬於臺南州新營郡後壁庄（新制街庄）。
戰後後壁庄改制為後壁鄉，隸屬於臺南縣，大字亦改制為村。1950年雲、嘉、南分治，後壁鄉仍隸屬於臺南縣。2010年12月25日，因臺南縣市合併為直轄市臺南市，後壁鄉改制為後壁區，村亦改制為里。

## 聚落
本地區發展較早的聚落有雙寛藔、崁頂、前菁藔、後菁藔、後部、二崁等，在日治期初期的官方地圖上已有記載。

## 交通
台灣高速鐵路經過本地區東北部，鄰近地區無車站。
區道南82線是溪畔至後壁的道路。

## 學校
- 新嘉國小